# Chanteheux
Chanteheux és un municipi francès situat al departament de Meurthe i Mosel·la i a la regió del Gran Est. L'any 2007 tenia 1.812 habitants.

## Demografia

### Població
El 2007 la població de fet de Chanteheux era de 1.812 persones. Hi havia 703 famílies, de les quals 148 eren unipersonals (41 homes vivint sols i 107 dones vivint soles), 259 parelles sense fills, 255 parelles amb fills i 41 famílies monoparentals amb fills.
La població ha evolucionat segons el següent gràfic:
Habitants censats

### Habitatges
El 2007 hi havia 732 habitatges, 710 eren l'habitatge principal de la família, 4 eren segones residències i 18 estaven desocupats. 685 eren cases i 44 eren apartaments. Dels 710 habitatges principals, 613 estaven ocupats pels seus propietaris, 87 estaven llogats i ocupats pels llogaters i 9 estaven cedits a títol gratuït; 2 tenien una cambra, 13 en tenien dues, 46 en tenien tres, 185 en tenien quatre i 463 en tenien cinc o més. 548 habitatges disposaven pel capbaix d'una plaça de pàrquing. A 311 habitatges hi havia un automòbil i a 328 n'hi havia dos o més.

### Piràmide de població
La piràmide de població per edats i sexe el 2009 era:
| Homes | Edats   | Dones |
| ----- | ------- | ----- |
| 0     | 95 o +  | 0     |
| 0     | 90 a 94 | 4     |
| 0     | 85 a 89 | 9     |
| 8     | 80 a 84 | 15    |
| 12    | 75 a 79 | 18    |
| 49    | 70 a 74 | 58    |
| 49    | 65 a 69 | 52    |
| 79    | 60 a 64 | 77    |
| 34    | 55 a 59 | 67    |
| 57    | 50 a 54 | 75    |
| 74    | 45 a 49 | 69    |
| 79    | 40 a 44 | 33    |
| 27    | 35 a 39 | 44    |
| 32    | 30 a 34 | 46    |
| 48    | 25 a 29 | 27    |
| 38    | 20 a 24 | 53    |
| 56    | 15 a 19 | 68    |
| 54    | 10 a 14 | 59    |
| 42    | 5 a 9   | 45    |
| 16    | 0 a 4   | 26    |

## Economia
El 2007 la població en edat de treballar era de 1.113 persones, 783 eren actives i 330 eren inactives. De les 783 persones actives 713 estaven ocupades (380 homes i 333 dones) i 71 estaven aturades (31 homes i 40 dones). De les 330 persones inactives 157 estaven jubilades, 99 estaven estudiant i 74 estaven classificades com a «altres inactius».

### Ingressos
El 2009 a Chanteheux hi havia 754 unitats fiscals que integraven 1.973,5 persones, la mediana anual d'ingressos fiscals per persona era de 18.851 €.

### Activitats econòmiques
Dels 81 establiments que hi havia el 2007, 2 eren d'empreses alimentàries, 2 d'empreses de fabricació de material elèctric, 4 d'empreses de fabricació d'altres productes industrials, 14 d'empreses de construcció, 28 d'empreses de comerç i reparació d'automòbils, 4 d'empreses de transport, 2 d'empreses d'hostatgeria i restauració, 1 d'una empresa d'informació i comunicació, 5 d'empreses financeres, 1 d'una empresa immobiliària, 6 d'empreses de serveis, 7 d'entitats de l'administració pública i 5 d'empreses classificades com a «altres activitats de serveis».
Dels 24 establiments de servei als particulars que hi havia el 2009, 9 eren tallers de reparació d'automòbils i de material agrícola, 1 taller d'inspecció tècnica de vehicles, 1 autoescola, 2 paletes, 2 guixaires pintors, 1 fusteria, 3 lampisteries, 1 electricista, 2 perruqueries, 1 restaurant i 1 agència immobiliària.
Dels 7 establiments comercials que hi havia el 2009, 1 era un hipermercat, 1 un supermercat, 1 una botiga de menys de 120 m², 1 una fleca, 2 botigues de roba i 1 una sabateria.
L'any 2000 a Chanteheux hi havia 6 explotacions agrícoles.

## Equipaments sanitaris i escolars
L'únic equipament sanitari que hi havia el 2009 era una farmàcia.
El 2009 hi havia 1 escola maternal i 1 escola elemental.

## Poblacions més properes
El següent diagrama mostra les poblacions més properes.